# Vermilion (Marie Frank)
Vermilion è il secondo album in studio della cantante danese Marie Frank, pubblicato il 28 settembre 2001 su etichette discografiche BMG Denmark e RCA Records.

## Tracce
1. Worth It – 4:06
2. Starcatching Girl – 4:26
3. Hit You Where It Hurts – 3:41
4. Bedevilled – 3:46
5. Here We Are – 4:36
6. For Better or for Worse – 5:47
7. Big Love – 3:02
8. Summer Chill – 5:25
9. Turn to Me – 5:20
10. Maggie's Song – 5:05

## Classifiche
| Classifica (2001) | Posizione massima |
| ----------------- | ----------------- |
| Danimarca         | 5                 |